# Zara Larsson
Zara Maria Larsson (Solna, 16 dicembre 1997) è una cantautrice svedese.
All'età di 10 anni vince il talent show Swedish's Got Talent e nel 2014 pubblica il suo album in studio di debutto 1, ma raggiunge il successo internazionale a metà anni 2010, grazie alle hit globali Lush Life, Never Forget You, Ain't My Fault e Symphony, contenute nel secondo album So Good (2017). Nel 2016 viene scelta per cantare This One's for You di David Guetta, inno ufficiale degli Europei di calcio 2016. Al 2021 risale il terzo disco Poster Girl, trainato dal singolo Ruin My Life, seguito tre anni più tardi da Venus (2024).
Nel corso della sua carriera si è aggiudicata numerosi riconoscimenti musicali tra cui cinque MTV Europe Music Awards, quattro Grammis, tre Nickelodeon Kids' Choice Awards, ed è stata candidata ai BRIT Award e agli MTV Video Music Awards.

## Biografia
È nata il 16 dicembre 1997 all'Ospedale universitario Karolinska di Solna, comune dell'area urbana di Stoccolma, da Agnetha e Anders Larsson. In un'intervista al quotidiano Svenska Dagbladet, ha dichiarato di essere nata "morta" a causa di una mancanza di ossigeno dal cordone nucale. Ha una sorella più piccola, Hanna, anch'ella cantante e membro del gruppo Hanna & Andrea.
Ha studiato danza per diversi anni alla Royal Swedish Ballet School. In un'intervista del 2015 la Larsson ha dichiarato di essere stata ammessa, in passato, alla prestigiosa Adolf Fredrik's Music School ma di aver rifiutato perché non intendeva cantare in un coro.

### 2008–2014: esordi e1

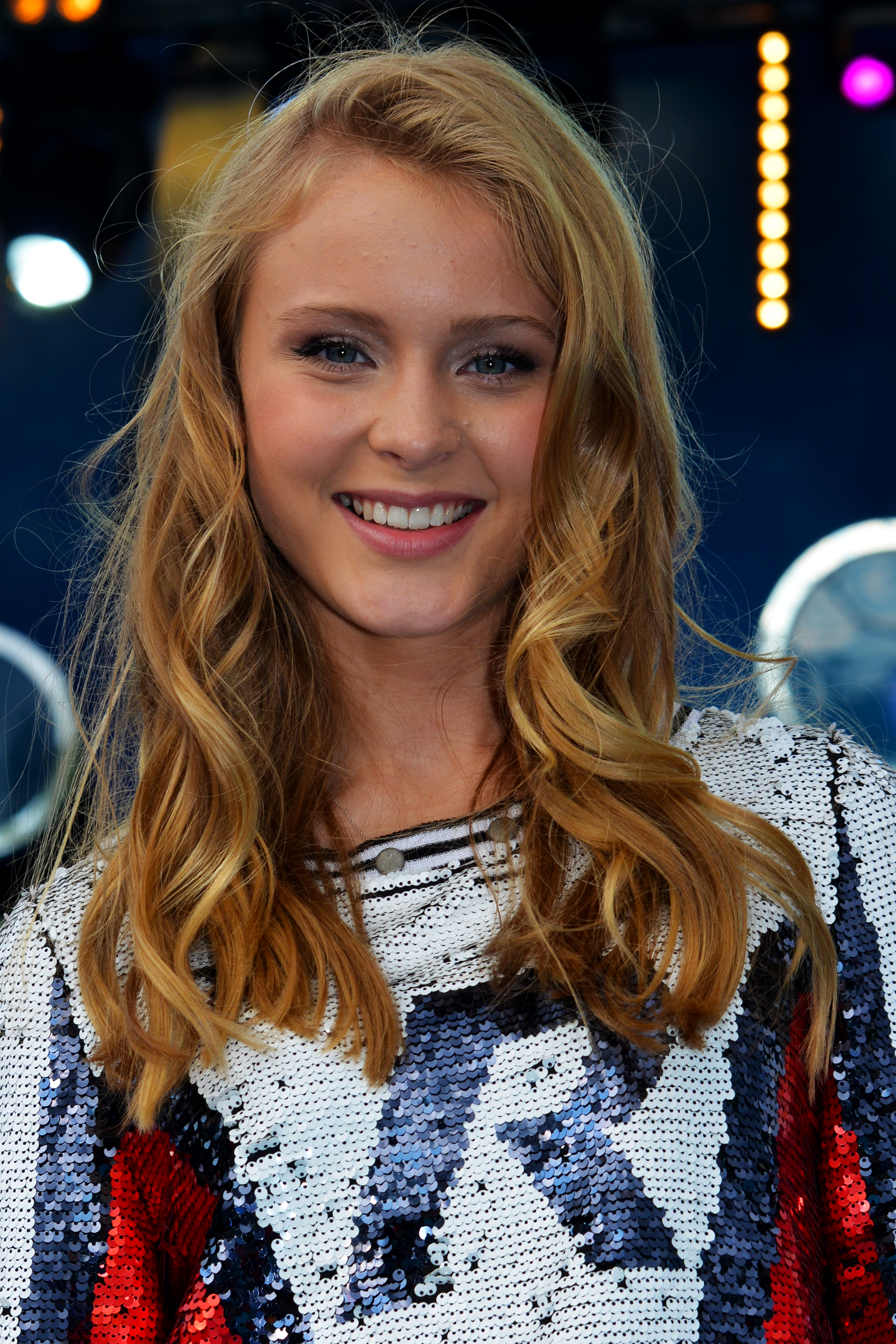
Zara Larsson nel 2013

Zara Larsson comincia la sua carriera musicale come cantante bambina, vincendo nel 2008, all'età di 10 anni, la seconda stagione del talent-show televisivo svedese Talang Sverige, basato sul formato Got Talent, e ricevendo un premio di 500.000 corone. Sempre nel 2008 ha pubblicato una cover di My Heart Will Go On come singolo di debutto.
Zara firmò con TEN Music Group nel 2012 per registrare il suo EP di debutto, Introducing, anticipato il 9 dicembre 2012 dall'uscita di una preview di Uncover su YouTube. L'album, composto da cinque tracce, fu pubblicato il 21 gennaio 2013. Il singolo omonimo all'EP raggiunse la vetta delle classifiche svedesi, oltre quella delle classifiche di Norvegia e Danimarca. Successivamente la canzone fu certificata disco di platino e Introducing ha ricevuto il terzo disco di platino dall'Universal Music Sweden.
Il 27 marzo 2013 venne rivelato il secondo EP della Larsson, attraverso una preview di She's Not Me (Pt. 1) con l'etichetta statunitense Epic Records. L'EP di cinque tracce, Allow Me To Reintroduce Myself, fu pubblicato il 5 luglio 2013. Il doppio singolo She's Not Me venne pubblicato il 5 giugno 2013.
Il 1º ottobre 2014 la Larsson ha pubblicato il suo album in studio di debutto 1, che vede la partecipazione nella realizzazione e produzione di Tove Lo, Claude Kelly e Ola Håkansson. L'album debutta alla prima posizione in Svezia ed entra nelle classifiche di Norvegia e Danimarca, vendendo 50 000 copie. Vengono rimaneggiati alcuni singoli dei precedenti EP che ricevono un discreto successo nei paesi scandinavi, tra cui il soprammenzionato Uncover, She's Not Me e Bad Boys.

### 2015–2017:So Goode il successo mondiale

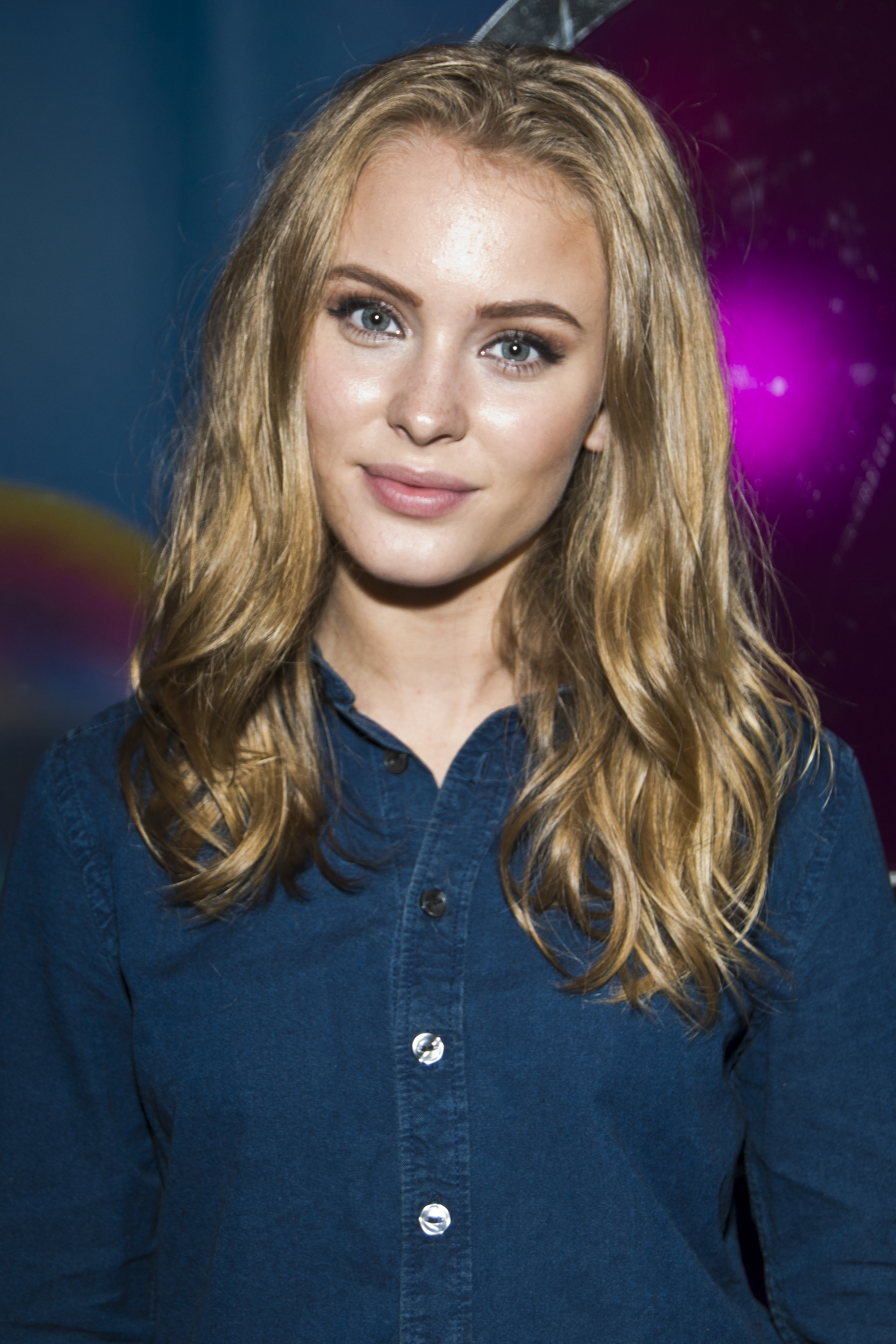
Zara Larsson nel 2015

Il 5 giugno 2015 esce il singolo Lush Life che diviene un successo internazionale raggiungendo la top 5 in Australia, Danimarca, Norvegia, Olanda, Svizzera, Belgio, Germania, Austria e Regno Unito e entra alla posizione 75 della Billboard Hot 100. Il videoclip raggiunge nel giro di un anno oltre 600 milioni di visualizzazioni e sulla piattaforma Spotify all'epoca diventò la seconda canzone più riprodotta di un'artista femminile solista dopo Hello di Adele. Il singolo riceve la certificazione di platino nel Regno Unito e Stati Uniti.
Il 22 luglio 2015 Zara lancia l'inedito, Never Forget You, collaborando con il musicista britannico MNEK. La canzone ha raggiunto la posizione nº 1 in Svezia, nella Top 5 in Regno Unito, Australia, raggiungendo persino la Top 20 negli Stati Uniti e Canada. Il singolo divenne platino in Svezia, terzo platino negli Stati Uniti e e doppio platino nel Regno Unito.
Nel febbraio 2016, Tinie Tempah pubblica il suo nuovo singolo Girls Like in collaborazione con la Larsson, che raggiunge la Top 10 nel Regno Unito, Paesi Bassi, Australia e Euro Digital Song Sales. Il 13 maggio 2016 è uscito il singolo di David Guetta in collaborazione con la cantante, This One's for You, dedicata agli Europei di calcio 2016. In occasione della competizione, ha partecipato insieme al disc jockey francese sia alla cerimonia di apertura che a quella di chiusura, entrambe andate in scena allo Stade de France.

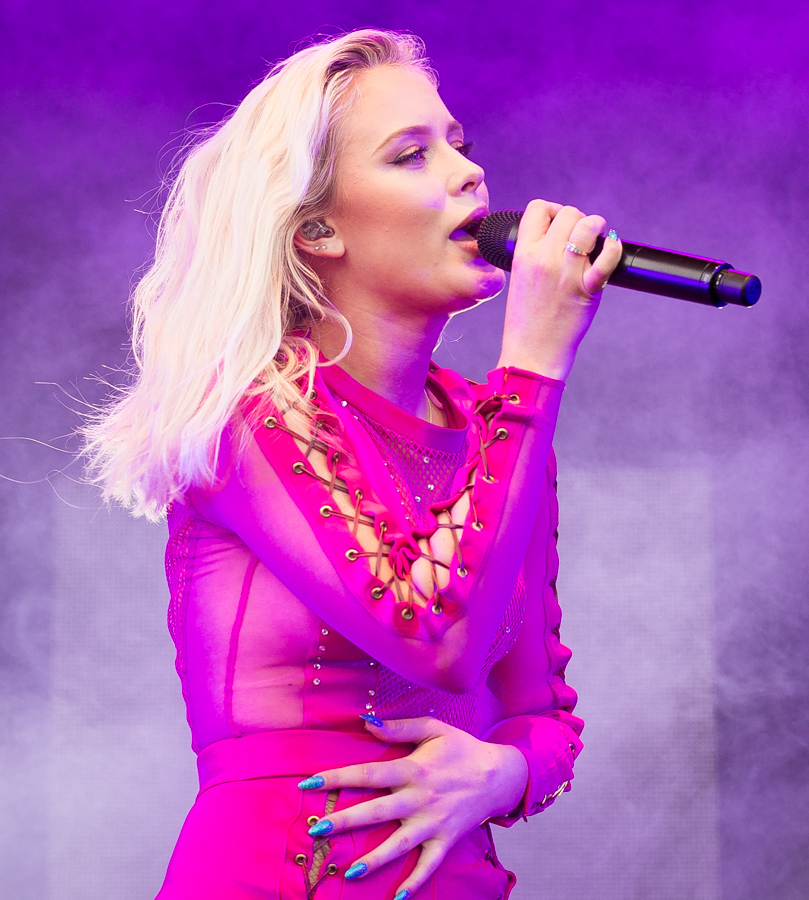
Zara Larsson al Stavern Festival nel 2016

Il 2 settembre 2016 fa uscire il primo singolo ufficiale tratto dal suo album di debutto internazionale, Ain't My Fault, scritto dalla stessa Larsson insieme a MNEK e Markus Sepehrmanesh. Esso debutta direttamente al vertice delle graduatorie svedesi e riscuote buon esito di mercato anche nel resto dell'Europa, vendendo 2.5 milioni di copie. Il 6 novembre si esibisce durante gli MTV Europe Music Awards con Lush Life e Ain't My Fault e durante la manifestazione vince anche il premio come Best New Artist e Best Worldwide Act. Vince inoltre il Favorite Swedish Star ai Nickelodeon Kids' Choice Awards.
Il 27 gennaio 2017 Zara pubblica la versione studio del quinto singolo ufficiale e title track So Good, in collaborazione con il rapper statunitense Ty Dolla Sign. Successivamente il 1 febbraio Zara pubblica su Instagram la cover del suo secondo album e primo album commercializzato a livello internazionale, So Good uscito il 17 marzo 2017. L'album vede la partecipazione di MNEK e dei produttori Stargate, arriva alla prima posizione della classifica svedese, nelle Top 10 in Regno Unito, Australia, Nuova Zelanda,debuttando inoltre alla posizione 26 della Billboard 200. Riceve la certificazione di disco di platino dalla RIAA per aver venduto 1 000 000 copie.
Il 17 marzo 2017 ha collaborato con il trio britannico Clean Bandit con il singolo Symphony, esibendosi per la prima volta il 18 marzo durante una puntata dello show britannico The Voice UK. La canzone vende complessivamente 4milioni di unità e diventa il primo singolo ad arrivare la prima posizione nel Regno Unito, entrando nella Top 10 di quaranta paesi. La collaborazione riceve due nomination ai BRIT Awards nelle categorie British Video e British Single of the Year.

### 2018–2022:Poster Girl
Nel settembre 2018 ha annunciato attraverso un tweet che avrebbe pubblicato un nuovo singolo, Ruin My Life presto. Il mese dopo, Larsson ha annunciato l'artwork per il singolo e la data di uscita del 18 ottobre 2018. Il brano debutta nella Top 10 del Regno Unito, Messico e Svezia, ricevendo la certificazione d'oro negli Stati Uniti e Regno Unito, vendendo un milione di copie in tutto il mondo.
L'11 gennaio 2019 ha collaborato con Fedez al singolo Holding Out for You. Ha poi presentato i singoli Don't Worry Bout Me e Wow che ricevono un discreto successo internazionale. L'8 novembre 2019 esce Invisible, tratto dal film del 2019 Klaus, il primo lungometraggio d'animazione originale uscito su Netflix, è uscito lo stesso giorno dell'uscita del film.
Il 27 marzo 2020 ha collaborato con Kygo e Tyga per il singolo Like It Is. Il 10 luglio successivo è uscito il suo singolo da solista, Love Me Land, accompagnato dalla relativa clip. Ha fatto seguito il lancio di una versione remix del singolo del 2019 Wow in collaborazione con Sabrina Carpenter, con conseguente promozione del brano in vari show televisivi fra cui gli MTV Europe Music Awards 2020, durante i quali ha vinto anche il premio di "miglior artista nordico". L'8 gennaio 2021 ha pubblicato il singolo Talk About Love in collaborazione con Young Thug. Il suo terzo album Poster Girl è stato pubblicato il 5 marzo 2021. L'unico singolo radiofonico pubblicato dopo l'album è stato Look What You've Done, mentre un tour promozionale europeo si è tenuto tra il 2021 e il 2022.
Nel 2022, dopo aver affiancato Alesso al singolo Words, recide l'impegno contrattuale con la TEN Music Group, acquisisce i diritti completi sul proprio catalogo musicale e fonda l'etichetta indipendente Sommer House.

### 2023–presente:Venus
Nel gennaio 2023 pubblica il singolo Can't Tame Her. La pubblicazione, insieme ai successori End of Time, On My Love insieme a David Guetta e You Love Who You Love, ha preceduto l'uscita del quarto album di inediti Venus (9 febbraio 2024).

## Stile musicale ed influenze

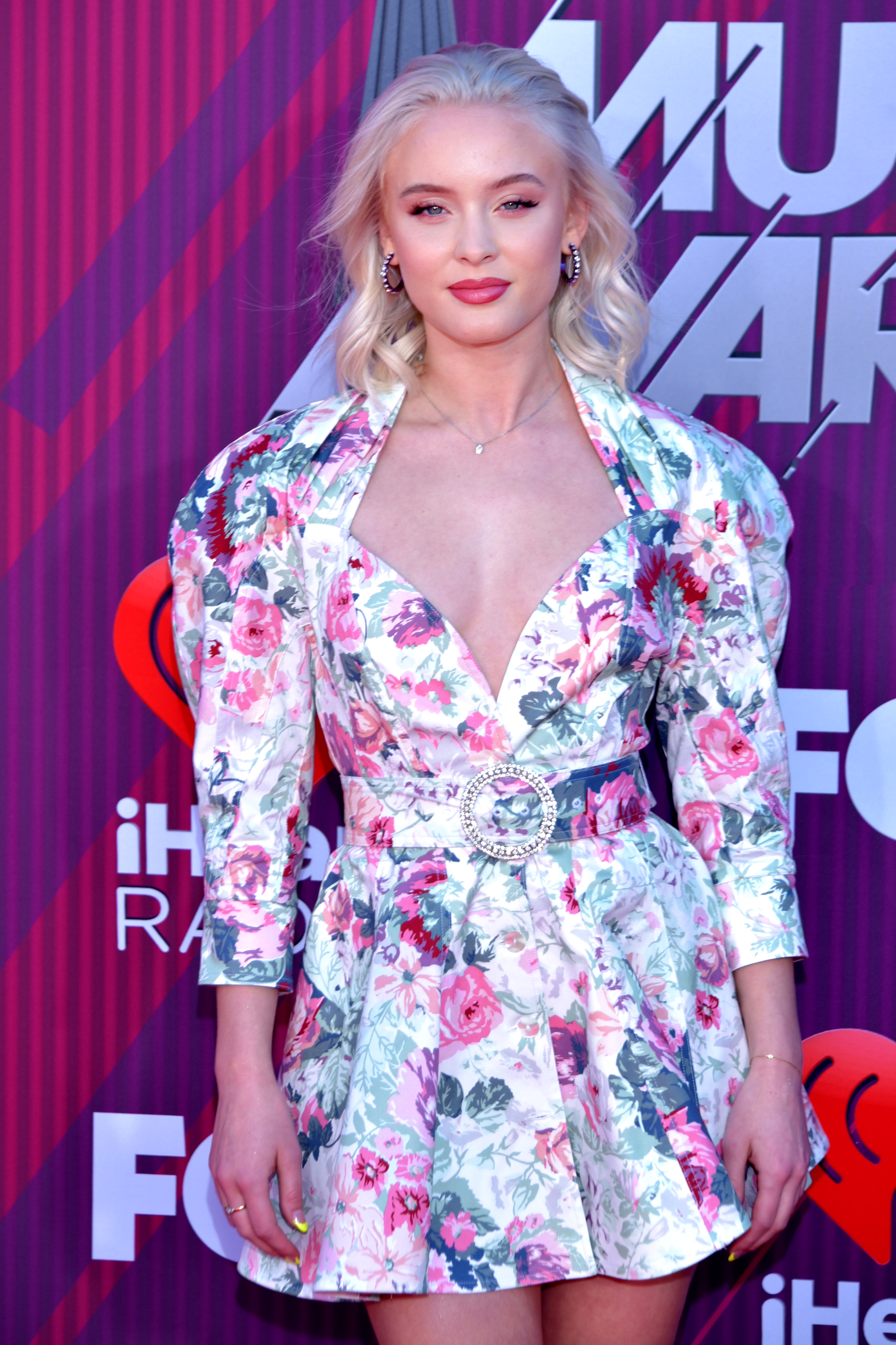
Zara Larsson agli iHeartRadio Music Awards 2019

Lo stile musicale di Zara Larsson è prevalentemente orientato verso i generi pop, R&B, musica elettronica oltre alla electronic dance music e house.
Tra gli artisti svedesi cita Robyn, Seinabo Sey, Sabina Ddumba e la sorella Hanna, che fa parte del duo Lennixx, dallo stile neo soul. Racconta di aver appreso dalla madre la conoscenza di artisti dello scorso secolo, come Céline Dion, Aretha Franklin, Etta James, Dolly Parton e Whitney Houston. La cantante cita tra gli artisti internazionali contemporanei Rihanna, The Weeknd, Jay-Z, K. Michelle, Drake oltre che Ariana Grande, Nicki Minaj e Jhené Aiko. Due gruppi che hanno influenzato la Larsson sono i Queen e le Destiny's Child.
Come influenza musicale inserisce anche l'album Joanne di Lady Gaga e una frase dell'artista: "Alcune donne scelgono di seguire gli uomini, e alcune donne scelgono di seguire i loro sogni. Se ti stai chiedendo da che parte andare, ricorda che mai la tua carriera non si sveglierà e ti dirà che non ti ama più". Racconta inoltre che l'album Back to Basics pubblicato nel 2006 da Christina Aguilera fu il suo secondo album acquistato e che "non è stato il disco che mi ha fatto pensare di fare la cantante, ma mi ha fatto entrare nel tunnel del canto. Il che fa paura perché se un giorno mi svegliassi e non avessi più voglia di cantare? È l'unica cosa che conosco da tutta la vita. Ma finora non è successo. Candyman mi ha fatto impazzire, vedere tutte quelle parrucche colorate nel video e le doti canore di Christina".
L'artista che maggiormente influenza la Larsson è Beyoncé. Afferma infatti di essere cresciuta ascoltando i primi due album Dangerously in Love e B'Day, quest'ultimo in particolare è divenuto "la colonna sonora della mia vita, [...] guardavo i video contenuti nel DVD in ripetizione". Continua affermando "Sono orgogliosa di dire che lei è una grande influencer e attivista per i diritti. È molto intelligente ma sembra così umile, dolce ed è una grande lavoratrice, è veramente un'ispirazione per me". La cantante è una sostenitrice dei nuovi messaggi femministi e contro il razzismo negli Stati Uniti d'America lanciati nel sesto album della popstar statunitense, Lemonade, dichiarando "È il momento perfetto e sono felice che stia parlando di come ci si sente ad essere una donna nera in America..... È come se questo fosse il momento in cui tutti dovrebbero essere coinvolti.... Il mondo sta bramando". Poi prosegue  "Lemonade non sarebbe stato il disco potente che è se lei non avesse avuto quel successo precedente. Se fosse stato il suo primo album, sarebbe stato ugualmente stupendo ma non sarebbe stato ciò che è diventato. Magari fra cinque album ci arriverò anch’io. [...] Davvero, quello che sto aspirando è arrivare al livello di Beyoncé, questo è il mio sogno."
In un'intervista nel 2015 la cantante racconta il suo primo impatto come compositrice e scrittrice di brani "Vorrei essere molto personale nella scrittura, vorrei essere come Taylor Swift, vorrei parlare di emozioni o esperienze che sono accadute nella mia vita; [...] Se qualcuno dovesse dire che non apprezza quello che canto, significa che non percepisce quello che provo io. Ne sono spaventata ma scriverò ugualmente."

## Discografia
- 2014 – 1
- 2017 – So Good
- 2021 – Poster Girl
- 2024 – Venus

## Filmografia

### Cinema
- Una parte di te (En del av dig), regia di Sigge Eklund (2024)

## Tournée
- 2017/18 – So Good World Tour
- 2019 – Don't Worry Bout Me Tour
- 2021/22 – Poster Girl Tour
- 2024 – Venus Tour